# The Plant List
The Plant List (en català: Llista de plantes) és una llista de noms botànics d'espècies de plantes creades pel Royal Botanic Gardens, Kew i el Missouri Botanical Garden i llançat el 2010. Es pretén ser un registre complet de tots els noms coneguts d'espècies de plantes al llarg del temps.
Hi ha un projecte complementari anomenat Índex Internacional de Noms de Plantes (IPNI), en el qual Kew també hi participa. L'IPNI pretén proporcionar detalls de la publicació i no pretén determinar quins són noms d'espècies acceptades. Els noms publicats recentment s'afegeixen automàticament de l'IPNI a la World Checklist of Selected Plant Families (WCSP), una base de dades subjacent a la llista de plantes.

## Resultats
The Plant List té 1.064.035 noms de plantes científiques de rang d'espècies. S'han acceptat 350.699 noms d'espècies que pertanyen a 642 famílies de plantes i 17.020 gèneres vegetals. The Plant List accepta aproximadament 350.699 espècies úniques, amb 470.624 sinònims per a aquestes espècies, el que suggereix que moltes espècies han estat referides a més d'un nom. A partir de 2014, The Plant List ha determinat que altres 243.000 noms són "sense resoldre", el que significa que els botànics fins ara no han pogut determinar si són una espècie separada o una duplicació de les 350.699 espècies úniques.

## Atenció pública
Quan The Plant List es va llançar el 2010 (Any Internacional de la Biodiversitat), va atreure l'atenció dels mitjans de comunicació pel seu enfocament global. Fox News va ressaltar la quantitat de sinònims que es van trobar, suggerint que això reflectia una "sorprenent manca" de biodiversitat a la Terra". 'The Plant List també va cridar l'atenció per aprofundir en el treball del naturalista anglès Charles Darwin, que en la dècada de 1880 va començar una llista de plantes anomenada Index Kewensis (IK). Kew ha afegit una mitjana de 6.000 espècies cada any, ja que el IK va ser publicat per primera vegada amb 400.000 noms d'espècies. Tanmateix, el IK (que, el 1913, va evitar fer judicis taxonòmics en les seves cites) s'executa actualment com a part de l'IPNI en comptes de Plant List.

## La WFO Plant List substitueix The Plant List
La WFO Plant List es va llançar el maig de 2021 com a reemplaçament de la propera generació de The Plant List, reconeixent la necessitat continuada d'una llista estàtica fàcil d'emprar i citar de totes les espècies de plantes. La WFO Plant List és una instantània en el temps de la columna vertebral taxonòmica de la WFO: la classificació dinàmica de consens global que utilitza WFO per organitzar i presentar dades florístiques.
Igual que The Plant List, la WFO Plant List és una llista de treball de totes les espècies de plantes conegudes, però es diferencia perquè està curada per la comunitat taxonòmica internacional. The Plant List no s'ha actualitzat des de l'any 2013. La WFO Plant List té com a objectiu proporcionar la informació de la més alta qualitat sobre la qual basar la investigació, la conservació i l'ús sostenible dels recursos biològics del món.